# Лісові пожежі на Гаваях (2023)
На початку серпня 2023 року в американському штаті Гаваї, переважно на острові Мауї, спалахнула низка лісових пожеж. Пожежі, викликані вітром, спонукали до евакуації, завдали значних збитків і вбили щонайменше 80 людей у місті Лагайна. Поширення лісових пожеж пояснюється сухими, поривчастими умовами, створеними зоною сильного високого тиску на північ від Гаваїв та ураганом Дора на півдні.
8 серпня була підписана декларація про надзвичайний стан, яка дозволила ряд дій, включаючи активізацію Гавайської національної гвардії, відповідні дії директора Гавайського агентства з управління надзвичайними ситуаціями та адміністратора з управління надзвичайними ситуаціями, а також витрати коштів загального доходу штату на допомогу населенню умови, створені пожежами. 9 серпня уряд штату Гаваї оголосив надзвичайний стан на всій території штату. 10 серпня президент США Джо Байден оголосив федеральну велику катастрофу.
Станом на 11 серпня лісові пожежі на Гаваях 2023 року є найбільшими в США з часів пожежі Camp Fire 2018 року, під час якої загинули 85 людей.

## Передумови

### Ризик лісових пожеж
За останні десятиліття типова площа, спалена лісовими пожежами на Гаваях, збільшилася майже вчетверо. Експерти пов'язують це збільшення з поширенням немісцевої рослинності та більш спекотною і сухою погодою внаслідок зміни клімату. За кілька днів до пожежі двадцять відсотків округу Мауї переживали помірну посуху (рівень 1 з 4), а шістнадцять відсотків округу перебували в умовах сильної посухи (рівень 2 з 4). Зменшення кількості опадів, що узгоджується з прогнозованими наслідками зміни клімату, також було зафіксовано на Гавайських островах, згідно з Національною оцінкою клімату США.
У Плані пом'якшення наслідків стихійних лих округу Мауї на 2020 рік округ визначив Лахаїну, громаду, яка найбільше постраждала від серпневих пожеж, як таку, що перебуває в зоні високого ризику виникнення лісових пожеж: 481—522 
У своєму щомісячному сезонному прогнозі від 1 серпня 2023 року Національний міжвідомчий пожежний центр (NIFC) спрогнозував «вищий за норму» потенціал значних лісових пожеж на Гаваях у серпні, зосереджених на підвітряних сторонах островів. Крім того, що NIFC відзначив рясний ріст рослинності після попереднього вологого сезону і посилення посухи, він зазначив, що «тропічні циклони можуть також принести вітряні та сухі умови, залежно від того, як вони наближаються до острівного ланцюга, і можуть посилити потенціал зростання пожеж»: 1, 2, 7 

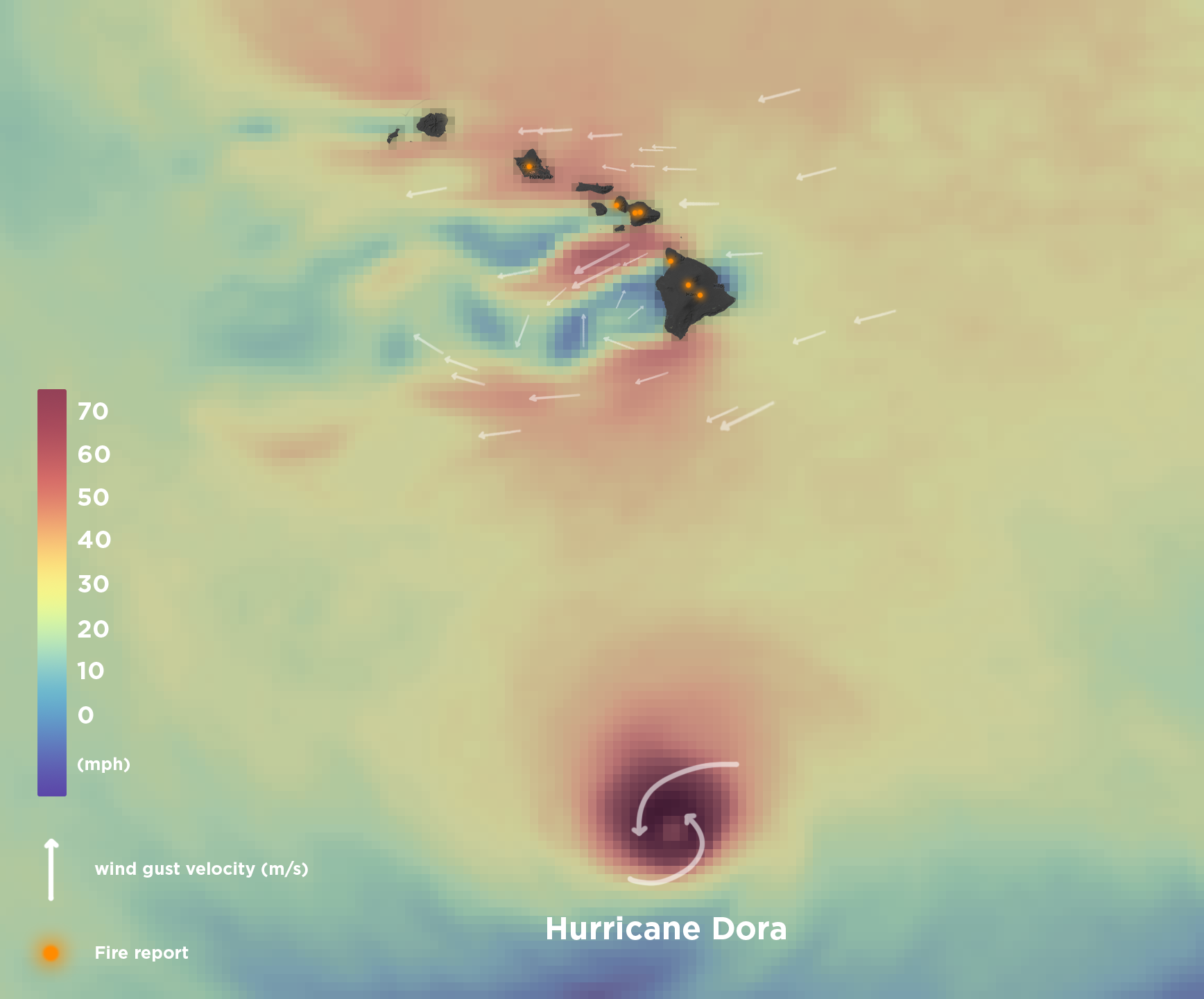
Швидкість/пориви вітру від урагану Дора біля Гавайських островів 8 серпня.

Вразливість островів до смертоносних лісових пожеж серйозно недооцінювалася в довгострокових оцінках. За рік до цього у Звіті про комплексний план управління надзвичайними ситуаціями штату Гаваї ризики лісових пожеж були детально описані як одна з найнижчих загроз для штату. Оцінка, проведена у 2021 році, визнала сплеск лісових пожеж у штаті, але назвала кошти «недостатніми» і піддала різкій критиці стратегії пожежної служби округу Мауї, заявивши, що в них «нічого про те, що можна і потрібно зробити для запобігання пожежам».

### Погодні фактори
На початку серпня 2023 року на північ від Гавайських островів залишалася система високого тиску, створюючи теплі та сонячні умови. Водночас ураган Дора почав посилюватися до 4-ї категорії, створюючи велику різницю тиску між областю високого тиску і циклоном низького тиску. Ця різниця тиску сприяла і без того значним пасатам, що рухалися на південний захід, і сформувала сильні градієнтні вітри над островами. Подібне явище відбулося у 2017 році в Португалії під час проходження урагану «Офелія». Точне значення урагану «Дора» і те, як він вплинув на самі пожежі, залишається дещо незрозумілим, але багато експертів з питань клімату вважають, що «Дора» зіграв свою роль. Метеорологи відзначили, що центр шторму залишався на відстані понад 700 миль (1100 км) від островів і що він залишався відносно структурованим; однак він також залишався «надзвичайно потужним протягом тривалого часу», протримавшись більше годин як ураган 4 категорії, ніж будь-який інший шторм у Тихому океані за понад 50 років.

## Хронологія
У перші дні серпня на Гавайських островах сталося багато невеликих лісових пожеж. На острові Оаху горіли численні чагарникові пожежі, які розтягнули ресурси пожежної служби, але були швидко локалізовані до 4 серпня. Через пожежі, а також погодні умови південна та західна частини острова залишалися аномально сухими або посушливими.

О 5:00 ранку за тихоокеанським часом (15:00 за Гринвічем) 7 серпня офіс Національної метеорологічної служби в Гонолулу оголосив попередження про червоний рівень для підвітряних частин усіх островів до ранку 9 серпня, підкресливши, що
"дуже сухе паливо в поєднанні з сильним і поривчастим східним вітром і низькою вологістю створюватимуть критичні погодні умови для пожеж до ночі вівторка". 
Прогнозувався східний вітер 30-45 миль на годину (48-72 км/год) з поривами понад 60 миль на годину (97 км/год). В окрузі Мауї чиновники повідомили про пориви до 80 миль на годину (130 км/год) в районі Апкантрі Мауї.

### На острові Мауї
4 серпня 2023 року об 11:01 за тихоокеанським часом (21:01 за Гринвічем) на Мауї спалахнула перша з багатьох невеликих пожеж. Повідомлялося про загоряння чагарнику на площі 30 акрів у полі поруч з аеропортом Кахулуї. О 21:29 за тихоокеанським часом (07:29 за Гринвічем) пожежу було локалізовано на 90%, проте численні рейси з аеропорту були відкладені до 11 серпня.
8 серпня 2023 року сильний вітер повалив численні електроопори. Станом на 16:55 за тихоокеанським часом (02:55 за Гринвічем) на Мауї було зафіксовано "близько 30 повалених стовпів", що призвело до "щонайменше 15 окремих відключень, які вплинули на понад 12 400 клієнтів". На той час у деяких частинах Західного Мауї не було електроенергії з 4:50 ранку за тихоокеанським часом (14:50 за Гринвічем).

### На острові Кула
Про першу значну пожежу було повідомлено о 12:22 ранку за тихоокеанським часом (10:30 за Гринвічем) 8 серпня поблизу Олінда-Роуд у громаді Кула, в районі Ап-Кантрі Мауї. Евакуація мешканців прилеглих районів була оголошена о 3:43 ранку (13:43 за Гринвічем). (13:43 за UTC)
Станом на 9 серпня пожежа охопила близько 1 000 акрів (400 га)[36]. 544 будівлі, 96% з яких були житловими, зазнали впливу вогню, а 16 згоріли.

### У місті Лагайна

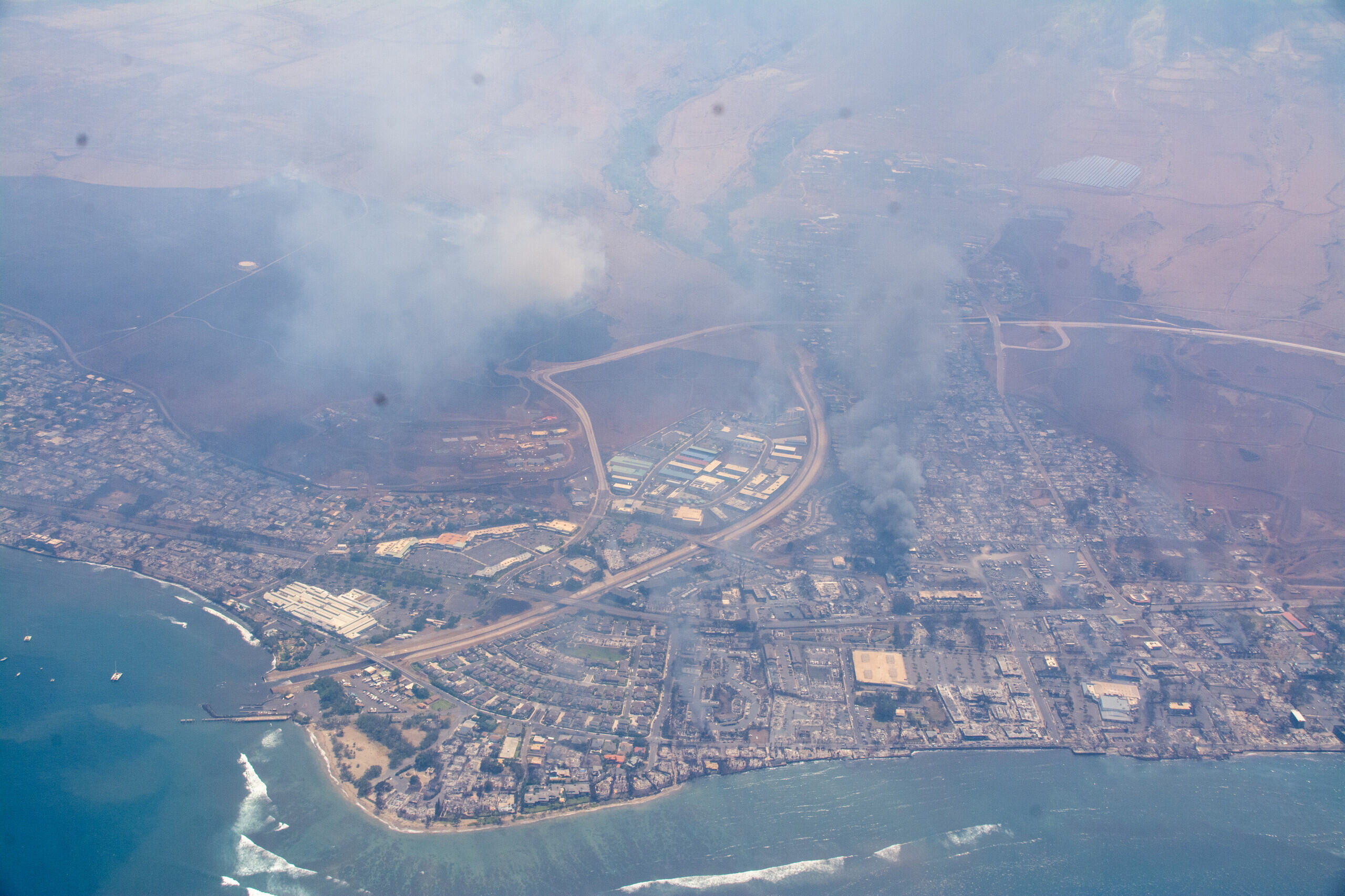
Лагайна згори 8 серпня 2023

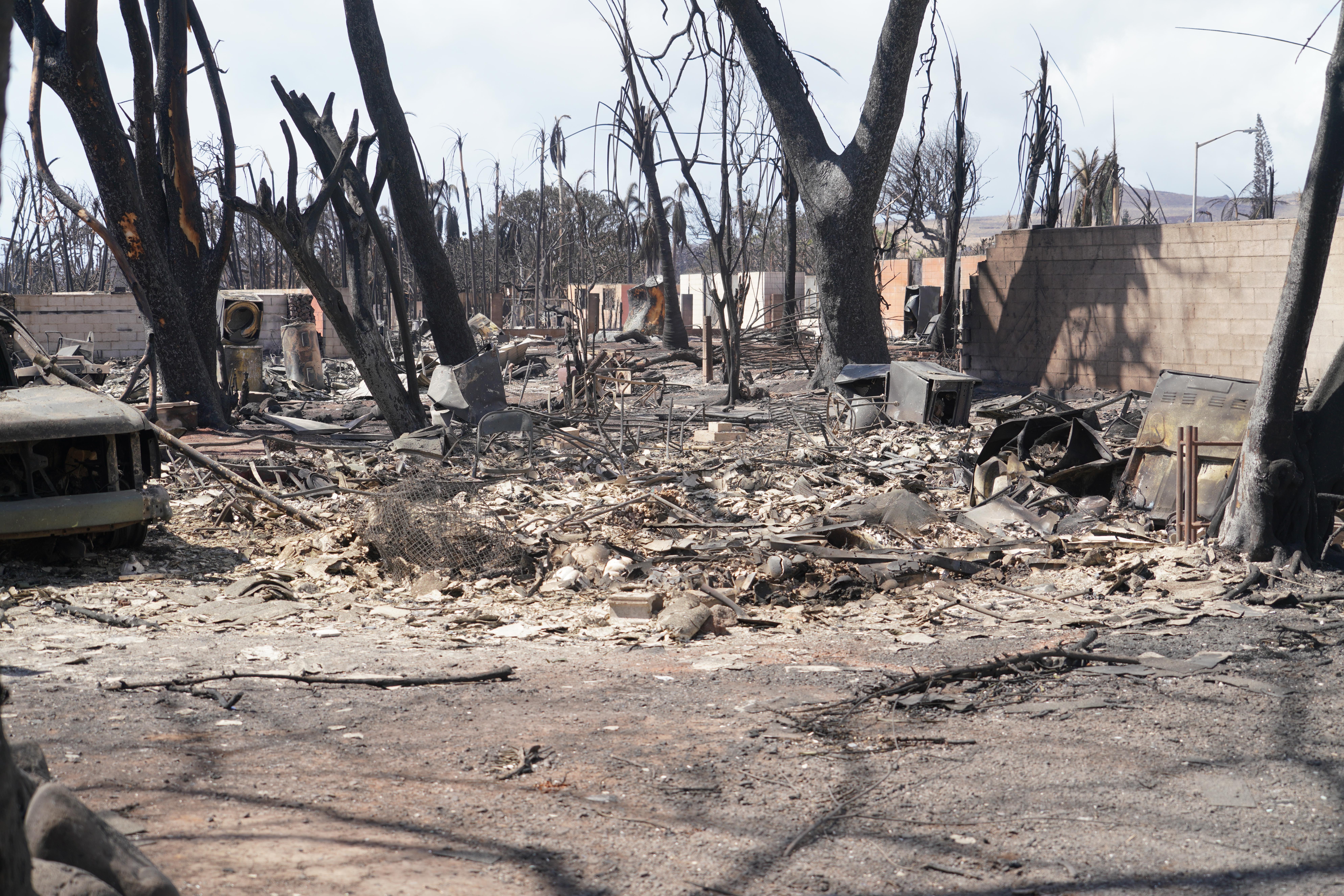
Залишки згорілої будівлі в Лагайні

Найбільш значна пожежа в комплексі подій почалася з невідомих причин рано вранці 8 серпня поблизу міста Лагайна на заході Мауї. Перше повідомлення про пожежу чагарнику площею три акра (1,2 га) біля дороги Лахайналуна надійшло о 6:37 ранку за тихоокеанським часом (16:37 за Гринвічем) 8 серпня, через кілька хвилин було оголошено про евакуацію людей в районі середньої школи Лагайни на північно-східній стороні міста. Округ Мауї повідомив, що пожежу було на 100% локалізовано до 9:00 ранку за тихоокеанським часом (19:00 за Гринвічем), після чого приблизно о 15:30 за тихоокеанським часом (01:30 за Гринвічем) було оголошено, що пожежа знову спалахнула і змусила закрити об'їзну дорогу Лагайни/трасу 3000, після чого почалася евакуація мешканців прилеглих районів.
Лісова пожежа швидко зростала, як за розміром, так і за інтенсивністю. Пориви вітру штовхали полум'я через північно-східний регіон громади, де були густі квартали. Сотні будинків згоріли за лічені хвилини, а мешканці, які усвідомили небезпеку, намагалися втекти на автомобілях, оточені полум'ям. З часом вогонь рухався на південний захід і спускався до тихоокеанського узбережжя та району Кахома. Пожежники неодноразово стикалися з перешкодами у спробах захистити будівлі через відсутність тиску води у пожежних гідрантах; через протікання труб у палаючих будинках, мережа втрачала тиск, незважаючи на наявність працюючих резервних генераторів. Близько 16:46 за тихоокеанським часом (02:46 за Гринвічем) вогонь, як повідомляється, перетнув шосе Гоноапіілані (Гавайське шосе 30) і увійшов в основну частину Лагайни, змусивши мешканців евакуюватися без попередження або майже без попередження. [До 17:45 за тихоокеанським часом (03:45 за Гринвічем) вогонь досяг берегової лінії, коли Берегова охорона США вперше дізналася про людей, які стрибали в океан у Лагаїні, щоб врятуватися від пожежі. [Пізніше люди, які вижили, згадували, що опинилися в пастці в заторі і зрозуміли, що їм потрібно йти у воду, коли машини навколо них або загорілися, або вибухнули. Однією з ознак надзвичайної спеки пожежі є те, що політики, які оглянули місце події 12 серпня, побачили, що "машини буквально розплавилися в калюжах, які застигли на дорозі".
Чиновники заявили, що сирени цивільної оборони не були активовані під час пожежі, незважаючи на те, що штат має найбільшу в світі інтегровану систему оповіщення сиренами на відкритому повітрі, з більш ніж 80 сиренами тільки на Мауї, призначеними для використання в разі стихійних лих. Кілька жителів пізніше розповіли журналістам, що вони не отримали жодного попередження і не знали, що відбувається, поки не зіткнулися з димом або полум'ям.
Станом на 11 серпня кількість загиблих становила 67 осіб, але ця цифра відображала лише жертв, знайдених за межами будівель, оскільки місцева влада чекала, поки FEMA надішле свій спеціалізований персонал для обшуку всередині будівель. За словами федеральних чиновників, багато жертв, знайдених на вулиці, "ймовірно, загинули у своїх автомобілях". Пожежа спалила 2170 акрів (880 га) землі За оцінками PDC та FEMA, 2 207 будівель було знищено, а загалом 2 719 постраждали від пожеж, і станом на 11 серпня 2023 року збитки становили 5,52 мільярда доларів США. Наступного дня губернатор Джош Грін оголосив, що збитки становлять близько $6 млрд. Було знищено багато історичних споруд, зокрема церкву Вайола та готель Pioneer Inn. 86% згорілих будівель у Лагайні були житловими.
Станом на 12 серпня було підтверджено загибель щонайменше 96 осіб у Лагайні та її околицях, при цьому було обшукано лише 3% території. Очікувалося, що кількість загиблих зростатиме, оскільки пошуково-рятувальні фахівці FEMA обшукували внутрішні приміщення згорілих будівель. Було ідентифіковано лише дуже невелику кількість жертв.

### Пулеху-Кіхей
Тієї ж ночі, що й пожежі в Кула та Лахайні, ще одна велика пожежа спалахнула біля дороги Пулеху, на північ від Кіхей. Вогонь швидко поширився в напрямку переважаючих вітрів, і на початку 9 серпня велика пожежа охопила північно-східні частини Кіхей, що призвело до наказу про евакуацію кількох громад поблизу. Протягом наступних днів вогнеборці повністю локалізували вогонь, а всіх мешканців повідомили, що можна безпечно повертатися.

### Острів Гаваї
В окрузі Гаваї райони Північного та Південного районів Кохала на острові Гаваї були евакуйовані через швидке поширення чагарникових пожеж. 9 серпня кілька інших чагарникових пожеж спалахнули поблизу громад Наалеху та Пагала ці пожежі було швидко взято під контроль. Мер округу Гаваї Мітч Рот заявив, що повідомлень про постраждалих або зруйновані будинки на Біг-Айленді немає.

### Острів Оаху
16 серпня на околиці Вахіава на Оаху виникла велика лісова пожежа. Хоча пожежа не охопила жодного будинку, вона загрожувала місцевим бездомним людям, а також Місцю народження Куканілоко - місцю, зареєстрованому в Національному реєстрі історичних місць, якому майже тисяча років, і яке є місцем народження гавайських вождів.

### Інші пожежі
11 серпня спалахнула невелика пожежа площею один акр, що призвело до евакуації Каанапалі на Західному Мауї, перш ніж її було локалізовано того ж дня.

## Вплив
Губернатор штату Гаваї Джош Грін назвав пожежі в Лагаїні "найгіршим стихійним лихом" в історії Гаваїв. Це п'ята найсмертоносніша лісова пожежа в історії Сполучених Штатів і найсмертоносніша пожежа в країні з часів пожежі в Клоке в 1918 році, яка забрала життя 453 людей.